# Louis Lebel (homme politique, 1888-1960)
Pour les articles homonymes, voir Louis Lebel et Lebel.
Louis Lebel est un homme politique français, né le 15 août 1888 à Tincourt-Boucly (Somme) et décédé le 24 mai 1960 à Amiens (Somme).

## Biographie
Instituteur, il est mobilisé en 1914 et blessé pendant les combats. Titulaire de la Croix de guerre, il reprend son activité d'enseignement, étant nommé en 1919 comme professeur à l'école normale d'Amiens.
Il adhère à la SFIO après le Congrès de Tours et devient un des principaux animateurs de la fédération socialiste de la Somme. Élu conseiller municipal d'Amiens en 1925, il échoue aux législatives de 1928.
Elu député en 1932, il participe l'année suivante à la scission « néo-socialiste » et adhère au Parti socialiste de France de Marcel Déat. Battu aux municipales de 1935, il est éliminé dès le premier tour lors des législatives de 1936 et se retire sans donner de consignes de vote. Nommé à l'école normale d'Arras en 1936, il quitte alors la Somme.
Sans aucun engagement pendant la Seconde Guerre mondiale, il obtient grâce à l'intercession de Max Lejeune la possibilité de réintégrer la SFIO en 1947. Membre du cabinet de Max Lejeune au ministère des Armées entre 1950 et 1952, Louis Lebel est en même temps président départemental de la Ligue des droits de l'Homme, jusqu'en 1955.
Paradoxalement, alors que l'anticommunisme était une des raisons de sa rupture avec la SFIO en 1933, Lebel se rapproche des communistes locaux dans les années 1950. Il adhère ainsi au Mouvement de la Paix, dont il devient le président départemental. Ce rapprochement lui vaut de sérieuses critiques de la part de Lejeune et des socialistes locaux, provoquant sa rupture avec la SFIO. 
Il rejoint alors le PCF, et figure sur la liste communiste menée par René Lamps lors des élections municipales d'Amiens de 1959. Il s'engage alors dans un comité d'unité d'action des gauches, dominé par les communistes mais auquel participent aussi des socialistes unitaires et des membres de l'UGS.
Son état de santé, assez précaire depuis le milieu des années 1950, se dégrade cependant rapidement, et il meurt en mai 1960.

## Sources
- « Louis Lebel (homme politique, 1888-1960) », dans le Dictionnaire des parlementaires français (1889-1940), sous la direction de Jean Jolly, PUF, 1960 [détail de l’édition]